# Olearia suffruticosa
Olearia suffruticosa là một loài thực vật có hoa trong họ Cúc. Loài này được D.A.Cooke mô tả khoa học đầu tiên năm 1985.